# Seven Kingdoms
Seven Kingdoms (七王國 in cinese, Qī Wáng Guó in pinyin) è un videogioco strategico in tempo reale sviluppato dalla Enlight Software e pubblicato nel 1997 per Windows.
Il gioco permette di sfidare fino a 6 regni avversari in un'unica partita, conquistandoli distruggendo tutti i loro edifici e le loro città o facendoli arrendere in cambio di denaro.
Il gioco ha avuto, l'8 giugno 1998, una patch/espansione chiamata Ancient Adversaries, che aggiunge 3 nuove civiltà alle 7 preesistenti. La serie è inoltre proseguita con un sequel chiamato Seven Kingdoms II: The Fryhtan Wars del 1999 e uno spinoff chiamato Seven Kingdoms: Conquest del 2008.

## Modalità di gioco
Il gameplay di Seven Kingdoms si discosta molto dalla classica tattica consistente nel raccogliere risorse, costruire edifici ed eserciti ed attaccare, tattica perpetuata in vari giochi di strategia in tempo reale come Starcraft, Command & Conquer e Age of Empires. La parte economica del gioco rappresenta piuttosto una somiglianza con vari giochi di strategia a turni, come ad esempio Total War.
Prima di tutto, esistono due risorse: cibo e oro. Il cibo si può guadagnare grazie al lavoro dei contadini, mentre l'oro si guadagna mediante commercio, saccheggio e tasse. Esiste anche un parametro chiamato reputazione, che può incrementare ogni anno (ma anche diminuire) in base alle scelte fatte in tutta la partita, siano essi tassazioni o regali ai paesani oppure infrazioni di accordi con altri regni. Una reputazione molto alta può rendere il popolo molto più leale verso il proprio signore, compresi gli specialisti. Un modo efficiente per un'economia stabile è la raccolta di materiali grezzi (vale a dire rame, ferro e argilla) attraverso l'utilizzo delle miniere, che richiedono 8 posti di lavoro. Tali materiali possono essere lavorati dalle industrie e convertiti in prodotti che si possono vendere al mercato.
Il gioco possiede un sistema di spionaggio che permette al giocatore di allenare e controllare spie individualmente, con un'abilità di spionaggio che incrementa col tempo. Effettivamente, il giocatore sarà responsabile nel catturare spie nel proprio territorio. Una volta costruite, le taverne consentono di reclutare mercenari di varie nazioni, occupazioni e abilità. Un'abile spia appartenente a una nazione nemica può essere molto utile ed essenziale per un programma di spionaggio ben condotto, e in ogni caso il giocatore può migliorare la propria economia, il proprio esercito o la propria scienza reclutando un abile guerriero o assegnando uno specialista alle proprie miniere, industrie e torri di scienza dandole un bonus: per esempio, un abile generale persiano può rendere la cattura e la guardia ad un villaggio indipendente molto più facile.
Il sistema di diplomazia nel gioco è abbastanza simile a quello di vari giochi di strategia a turni, poiché dà la possibilità, una volta ricevuta un'offerta o una richiesta di diplomazia, di accettare o di rifiutare. È possibile fare trattati di pace, amicizia, commercio, guerra ed alleanza, offerte o richieste di cibo o denaro, scambio di tecnologie o anche la cessione del proprio trono ad un giocatore superiore. Si può anche vedere, nella schermata "Ranking", una classifica dei giocatori attivi e visualizzare i propri livelli militari ed economici, rendendo naturale un'alleanza con le fazioni più forti.
È possibile visualizzare la leadership e la lealtà dei soldati e dei generali nella loro apposita schermata. A proposito di lealtà, il massimo di lealtà di ogni insediamento è di 100, mentre il minimo consigliato è di 40; se si scende sotto tale livello minimo, c'è il rischio di ribellione. Le tasse permettono di ricevere oro dall'insediamento a prezzo di una buona porzione di lealtà, mentre regalare denaro permette di diminuirne il rischio di insubordinazione. Si può anche fare un ciclo di tassazione e di regali all'insediamento cliccando col tasto destro del mouse sull'icona desiderata e selezionando il livello massimo consentito da tale funzione, valido sia per le tasse sia per i regali. Nel caso il proprio re cada, servirebbe un generale dal livello di leadership più alto nel gioco, in modo da poter ridurre il rischio di ribellioni in tutto l'impero.
L'addestramento di unità militari può essere impegnativo e richiedere molto tempo e molte risorse, il che spiega il motivo per cui esistono anche varie macchine d'assedio, come Catapulte, Porcospini e Unicorni (nuova macchina da guerra introdotta nell'espansione). Le macchine d'assedio, che possono potenziarsi dal Mark I al Mark III (tranne i Porcospini) sono le seguenti:
- Le catapulte sono le armi di base per la difesa d'assedio. Quando raggiungono i livelli Mark II e III possono lanciare proiettili alla naftalite infiammata invece di pietre.
- Le balliste possono attaccare tutti i bersagli provenienti da ogni dove, terra, mare o aria che siano.
- I cannoni possono attaccare tutti i bersagli provenienti da ogni dove, terra, mare o aria che siano. La disponibilità richiede la ricerca Ballista Mark II.
- I porcospini sono armi strane e terrificanti, poiché sono in realtà pieni di esplosivi. Per essere attivati, bisogna bersagliarli con catapulte, cannoni o sputafuoco. Quando un porcospino esplode accanto ad un altro, avverrà una reazione a catena. La loro disponibilità richiede la ricerca dello sputafuoco Mark II.
- Gli sputafuoco possono dare fuoco a ogni cosa. Richiedono la ricerca Catapulta Mark II.
- Gli unicorni sono esseri indomabili e ineguagliabili nella distruzione a fuoco rapido. Richiedono la ricerca Porcospino Mark I.

È inoltre possibile iniziare scambi commerciali marittimi o anche trasportare truppe via mare attraverso un apposito porto.
- I commercianti, già disponibili, possono trasportare fino a 250 materiali grezzi o beni finiti, ma non soldati, lavoratori o paesani.
- I trasporti, anch'essi già disponibili, possono portare fino a 9 persone o armi (anche in combinazione), ma sono completamente vulnerabili in battaglia.
- Le caravelle sono più avanzate rispetto ai commercianti dato che possono anche difendersi da soli con i loro cannoni. Possono sia trasportare 250 materiali grezzi o beni finiti, sia 9 persone o armi (anche combinate). La loro ricerca si sblocca ricercando il Cannone Mark I.
- I galeoni sono i veri re dei mari. Possono sia trasportare 250 materiali grezzi o beni finiti, sia 9 persone o armi (anche combinate). Possono difendersi con un cannone in battaglia. La loro ricerca si sblocca ricercando la Caravella.

Esistono diversi edifici in tutto il gioco:
- Forte: richiede un abitante esperto in leadership, in genere un soldato, che va promosso a generale. Consente di reclutare fino a 8 soldati per forte al comando di un generale (o del re)
- Miniera: va piazzata sopra un materiale grezzo, che verrà poi trasportato nelle industrie.
- Industria: è lì dove i materiali grezzi vanno convertiti in beni finiti. Con un insieme di industrie riempite al massimo, la scorta di beni sarà praticamente infinita, rendendo possibile la dominazione economica.
- Mercato: punto focale dell'economia di un impero, lì si possono acquistare e vendere beni, e quindi generare i soldi necessari per costruire un imponente impero.
- Taverna: consente di reclutare mercenari, esiliati dalle loro terre, o in cerca di avventura o di denaro; possono essere grandi generali, abili artigiani, folli scienziati o formidabili spie.
- Industria d'assedio: consente di costruire le armi d'assedio, cioè le catapulte, le balliste, i cannoni, i porcospini, gli sputafuoco e gli unicorni.
- Torre della scienza: la scienza è fondamentale per tenere il proprio impero in testa all'inevitabile corsa alle armi.
- Porto: consente di stabilire rotte commerciali marittime e di creare navi da trasporto per le truppe.
- Seggio del potere: consente di evocare un Grande Essere (in genere un Dio) che concede un beneficio diverso a seconda della civiltà che lo evoca.

## Civiltà
Nel gioco standard vanilla appaiono 7 civiltà giocabili, ognuna con le proprie armi uniche e i propri stili di gioco:
- I Greci eccellono nel loro uso di spade, a cui sono allenati fin dalla loro infanzia, il che li rende esperti nel combattimento corpo al corpo dell'arte della guerra. Non possono guadagnare nuove abilità, ma possono comunque rinforzare quelle già presenti. Possiedono una spada lunga (danno 5-8) e uno scudo capace di bloccare le frecce (ma solo quelle provenienti da una sola direzione).
- Conosciuti per le loro abilità nelle arti marziali, i Cinesi possiedono un attacco ben bilanciato e devastante. La loro arma base è l'alabarda (danno 6-16), e possono usare l'arco con frecce (danno 5-8) a partire dal livello 30 di combattimento.
- I Giapponesi sono spadaccini abili e veloci nell'attacco. Quando infervorati da una sete di sangue, possono addirittura eliminare un nemico in un colpo solo. Possiedono una katana (danno 5-8) come arma principale, e nessuna arma aggiuntiva dato che la usano a due mani. Ogni 90 secondi possono scatenare un attacco Berseker (danno 32) una volta raggiunto il livello 55 di combattimento.
- I Persiani nascono arcieri; al contrario dei soldati delle altre nazioni, che devono allenarsi per l'uso dell'arco, i Persiani entrano al servizio del loro signore già abili in quell'arma. La loro arma base è la lancia (danno 3-6) arma poco efficace, ma il loro arco con frecce (danno 6-12) può essere efficace in battaglia, soprattutto con un grandioso esercito.
- I Vichinghi sono guerrieri brutali grazie alle loro grandi asce, ideali per massacri a distanza avvicinata, e quando allenati a dovere, possono infuriarsi abbastanza e seminare il caos tra le file nemiche. Oltre alle loro asce pesanti (danno 6-12), arma molto pesante di intervallo d'attacco d 4 secondi, il loro attacco speciale Berseker, sbloccabile al livello 50 di combattimento, infliggerà 35 punti danno ogni 2 minuti.
- Il punto forte dei guerrieri Normanni è la versatilità. Oltre alla sua spada lunga, un singolo guerriero normanno è capace di difendersi col suo scudo, e seminare distruzione a distanza grazie alla sua balestra. I Normanni possiedono uno spadone come arma primaria (danno 5-10), una balestra come arma a distanza (danno 7-10) sbloccabile al livello di combattimento 50 e uno scudo capace di bloccare tutte le frecce di una direzione, sbloccabile al livello 30 di combattimento.
- Abili nella lotta con la loro mazza chiamata Zanna di Giaguaro, i Maya sono devastanti nel combattimento ravvicinato. La loro unica arma è appunto la suddetta mazza (danno 8-14), che, essendo pesante, richiede un intervallo di tempo di 3 secondi.

Nell'espansione Ancient Adversaries si aggiungono altre 3 civiltà:
- Con tradizioni militari di 3000 anni or sono, gli Egizi sono maestri di tante abilità. La loro arma base è il khopesh (danno 5-9), e possono usare l'arco con frecce (danno 6-9) a partire dal livello 40 di combattimento. Tuttavia, possiedono anche un attacco potente chiamato Frecce di Ra (danno 25) che si sblocca al livello 70 di combattimento, attacco speciale eseguibile ogni 2 minuti.
- gli Zulu possono scagliare una devastante pioggia di lance. Oltre alla loro arma base, gli assegai (danno 4-7), gli Zulu possono lanciare le loro lance (danno 10-18) ogni 15 secondi una volta raggiunto il livello 30 di combattimento. Quando tale livello raggiunge il livello 50, possono anche bloccare attacchi a distanza quando non stanno lanciando le loro lance.
- I Moghul possiedono la scimitarra (danno 5-11), un'arma pesante di intervallo d'attacco di 3 secondi, e anche un attacco Berseker (danno 30), di intervallo d'attacco 100 secondi, che si può eseguire quando si raggiunge il livello 60 di combattimento.

### Grandi Esseri
Ogni civiltà possiede anche una propria struttura chiamata "Seggio del potere", dove potrà invocare il proprio "Grande Essere" (Greater Being), ognuno con i propri poteri speciali. Per fare ciò, serve un'apposita pergamena, trovabile nei covi dei Fritani.
- Jing Nung: Grande Essere dei Cinesi. È capace di sputare palle di fuoco che seminano morte e distruzione nei ranghi nemici.
- Fenice: Grande Essere Greco. Raddoppia il raggio d'azione e di visione di ogni unità, consente di svelare ogni identità di eventuali spie, e fa vedere tutte le strutture della mappa.
- Signore della guarigione: Grande Essere dei Persiani. È capace di ristabilire la salute di ogni soldato, paesano e anche arma d'assedio nelle vicinanze.
- Dragone: Grande Essere dei Normanni. È capace di sputare palle di fuoco che seminano morte e distruzione nelle città nemiche.
- Tornitori di menti: Grande Essere dei Giapponesi. Al comando dell'invocatore, soldati, operai e paesani nemici verranno colpiti dalla sua magia e subiranno un calo di lealtà, anche al punto di ribellione.
- Kukulcan: Grande Essere dei Maya. È capace di alzare i livelli combattivi dei soldati a livelli devastanti.
- Thor: Grande Essere dei Vichinghi. Grazie al suo aiuto, l'invocatore può portare tempeste e tornado addosso al nemico.
- Iside: Grande Essere degli Egizi. Grazie al suo potere della fertilità, Iside potrà incrementare la popolazione del villaggio, del borgo o della città che ne viene colpita.
- L'Anzianissimo: Grande Essere degli Zulu. Il suo potere consente di incrementare le abilità di comando dei generali.
- Djinni: Grande Essere dei Moghul. È capace di incutere terrore nel cuore dei nemici, tale da far provare risentimento nei confronti del loro signore, perfino al punto di tradimento.

### Fritani
I Fritani (Frithans) sono creature uniche nell'universo della serie Seven Kingdoms. Ne esistono varie razze, abitano in covi particolari e alcuni possiedono addirittura le "Pergamene del potere" che permettono di invocare i "Grandi Esseri". Sono piuttosto potenti, e possono anche attaccare i regni dei giocatori e dei computer.
- Broosken: gli aculei che crescono sul loro corpo sono armi pericolose. Quando uccisi, le loro pelli possono diventare stuoie di benvenuto e cinture di castità.
- Deezboanz: sorgono di continuo dalle tombe dei guerrieri morti, senza però possederne né la carne ne i sentimenti. Hanno mantenuto e talvolta migliorato le loro abilità in battaglia.
- Doink: hanno lo stesso nome del suono fatto quando sono colpiti in testa. Sono facilmente eliminabili con una spada dritta nelle budella.
- Droog: quando questi terrori giganti dalla faccia di cane triturano le ossa dei nemici non è per sfamarsi, è per svagarsi.
- Haubudam: due mazze, due teste, due respiri che stordirebbero un bue. È meglio colpirli al corpo, perché quando perdono una testa, possono comunque vivere con l'altra.
- Holgh: senza cuore, senza testa, senz'anima, sono sempre alla ricerca di carne fresca con la quale riempire temporaneamente il vuoto che hanno dentro.
- Ick: detti anche Yuck, sono di taglia ridotta, il che gli consente un accesso facile a regioni sotto la cintura a colpi di spada arrugginita.
- Karrotten: sono in realtà un esperimento malriuscito di un mago. Quando tagliati a fette o a cubetti, sono un'ottima aggiunta allo stufato di Pfith.
- Pfith parte tartaruga, parte lucertola, parte locusta, godono di una vita lunga, di numeri spaventosi e di una pietà a malapena esistente. Possono però essere uccisi con facilità, e preparati in un gustoso stufato.
- Rattus: migliaia di anni e migliaia di tonnellate di veleno per topi hanno creato queste creature, resistenti a tutto tranne che a una testa mozzata.
- Rokken: nati dai terremoti e dalle valanghe, questi esseri rocciosi saranno poco intelligenti, ma basta un solo pugno per mettere fuori gioco anche il più abile guerriero.
- Sauroidi: fossili viventi che hanno camminato su questa terra per innumerevoli ere, guardano ancora gli umani come guardavano i nostri antenati: piccoli esseri pelosi, buoni solo per un gustoso spuntino.
- Wyrm: fango, melma e liquami sono il loro cibo preferito, ma possono anche divorare volentieri le interiora di guerrieri abbastanza stupidi da infastidirli.

## Ancient Adversaries
Pubblicato nel 1998 (l'8 giugno in Europa), il pacchetto d'espansione Ancient Adversaries aggiunge 3 nuove civiltà, ovvero gli Egiziani, i Mughal e gli Zulu, e una nuova arma d'assedio, il Porcospino.

## Pubblicazioni
Nel 2010 il gioco è stato reso disponibile sui sistemi Linux nella versione 1.2 di Simple DirectMedia Layer. La versione ufficiale della versione Linux è uscita il 19 gennaio 2012.
Il 19 maggio 2015 il gioco ha ricevuto la versione 2.14.5 pubblicata dal progetto open source. Questa versione apporta la correzione di alcuni bug e miglioramenti al gioco multiplayer. Da allora il gioco ha continuato a ricevere aggiornamenti, soprattutto riguardanti il multigiocatore.

## Accoglienza

### Vendite
Commercialmente, Seven Kingdoms è stato oscurato da altri strategici in tempo reale come Age of Empires, Total Annihilation e Dark Reign, come testimoniato anche da Allen Rausch di CNET Gamecenter. Il gioco è stato battuto soprattutto da Age of Empires, stando a T. Liam McDonald di PC Gamer US, che ha biasimato Seven Kingdoms di "una campagna marketing indifferente e grafiche deboli". Ma sia Rausch che McDonald hanno notato che il gioco ha ricevuto una serie di fan nel 1999, e Rausch ha commentato le "buone vendite" del gioco. Negli Stati Uniti, il gioco ha venduto almeno 35 000 copie a novembre 1999, stando a PC Data. In tutto il mondo, il gioco, la sua espansione e il suo sequel hanno superato le 200 000 copie nel 2000.

### Seven Kingdoms
| Testata                                  | Giudizio |
| ---------------------------------------- | -------- |
| GameRankings (media al 31 dicembre 2020) | 85%      |
| Computer Gaming World                    | [ 6 ]    |
| Game Revolution                          | C        |
| GameSpot                                 | 9/10     |
| PC Gamer (USA)                           | 90%      |
| PC Zone                                  | 68%      |

Seven Kingdoms ha ricevuto un'accoglienza "favorevole" stando alle recensioni aggregate sul sito web GameRankings (anche se quasi tutte appartenenti al sequel e non all'originale).
Il gioco fu finalista al premio "Miglior Strategico" del 1997 di GameSpot, vinto da Total Annihilation. Stando agli editori, "Anche alla luce della feroce concorrenza delle altre uscite strategiche di prim'ordine di quest'anno, Seven Kingdoms si erge come un prodotto divertente e creativo destinato a essere ricordato." Vinse in compenso il premio "Miglior Gioco Giocato da Nessuno" sempre di GameSpot.
Nel 1999, Computer Games Strategy Plus nominò Seven Kingdoms come finalista nella lista "10 Strategici in Tempo Reale Essenziali" Steve Bauman ha scritto "Il combattimento non è niente di entusiasmante, ma pochi giochi RTS hanno una fase di costruzione migliore, con una perfetta rappresentazione visiva del commercio e dell'economia."

### Ancient Adversaries
| Testata                                  | Giudizio |
| ---------------------------------------- | -------- |
| GameRankings (media al 31 dicembre 2020) | 75%      |
| AllGame                                  | [ 14 ]   |
| PC Zone                                  | 75%      |

L'espansione Ancient Adversaries ha ricevuto un'accoglienza "favorevole" su GameRankings.